# Gonomyia mesoneura
Gonomyia mesoneura är en tvåvingeart som beskrevs av Alexander 1931. Gonomyia mesoneura ingår i släktet Gonomyia och familjen småharkrankar. Inga underarter finns listade i Catalogue of Life.